# Robin Govik
Robin Govik, född 1982 i Lysekils kommun, är en svensk polis och tidigare journalist samt politiker (folkpartist). 

## Biografi
Govik började som springpojke på Lysekilsposten från att han var 12–18 år gammal. 2001 valde han att göra vapenfri värnplikt som journalist för Värnpliktsnytt. Han var därefter redigerare på Aftonbladet. Han var förbundssekreterare i Liberala Ungdomsförbundet 2002-2004.
Govik blev 2009 editionschef på Aftonbladet. 2014 blev han redaktionell affärsutvecklingschef för MittMedia. Han arbetar numera (2024) som polis i Örnsköldsvik.